# Вольский округ
Вольский округ — административно-территориальная единица Нижне-Волжского края, существовавшая в 1928—1930 годах. 
Вольский округ был образован в 1928 году. Центром округа был назначен город Вольск. 
По данным на 1929 год округ делился на 9 районов: 
- Балаковский,
- Базарно-Карабулакский,
- Балтайский,
- Вольский,
- Воскресенский,
- Лопатинский,
- Новобурасский,
- Хвалынский,
- Черкасский - п. Черкасское.

30 июля 1930 Вольский округ, как и большинство остальных округов СССР, был упразднён. Его районы отошли в прямое подчинение Нижне-Волжского края.